# Iracoubo

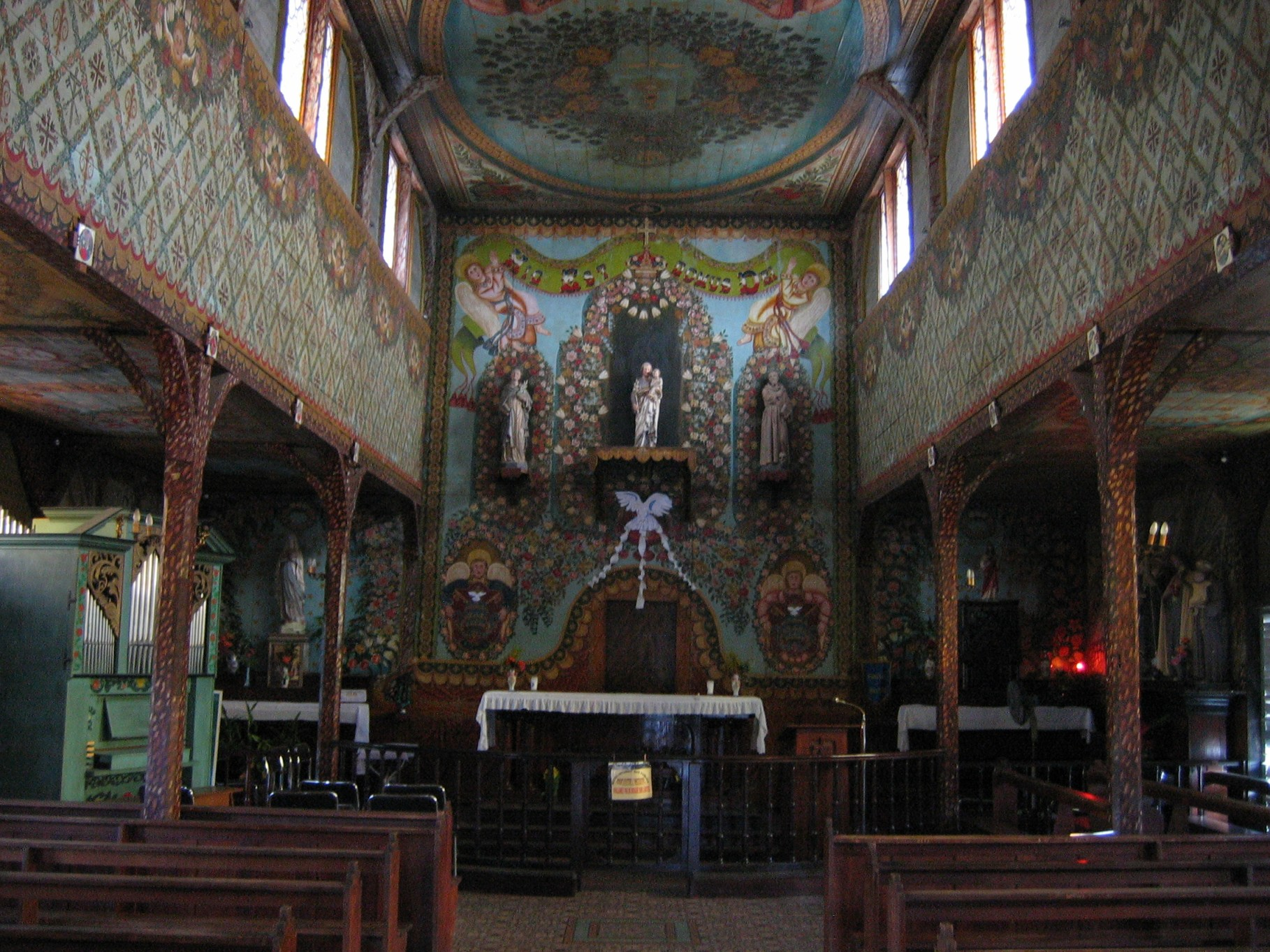
Iglesia de Iracoubo.

Iracoubo es una comuna ubicada en la costa de la Guayana Francesa. Tiene un área de 2.762 km² y una población de 1.943 habitantes (en 2011). La sede de la comuna se ubica en la localidad de Iracoubo, entre la localidad de Sinnamary y el caserío de Organabo (dentro de la comuna de Iracoubo).
Uno de los principales puntos turísticos es la iglesia parroquial construida en 1893. 
Existe una comunidad importante de la etnia hmong que emigró de Laos en la década de 1970.